# Vestervad
Vestervad i Vester Nebel Sogn i Esbjerg Kommune, er et par gårde i ejerlavet Ølufgård m.fl.. Vestervad mark blev udstykket fra hovedgården Ølufgård i 1791, og her blev en gård med navnet Vestervad bygget. Et par omkringliggende ejendomme oprettedes få år efter, og herefter benævntes bebyggelsen Vestervad.